# Economia de la Hispània romana

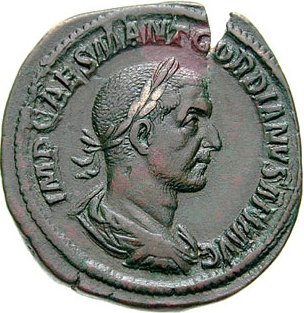
Moneda hispànica

L'economia d'Hispània va experimentar una forta evolució durant i després de la conquesta del territori peninsular per part de la República Romana, de tal forma que, d'un terreny prometedor encara que ignot, va passar a convertir-se en una de les més valuoses adquisicions de la República i l'Imperi Romà i en un puntal bàsic de l'economia que sustentava l'auge de Roma.

## L'economia preromana
Anteriorment a l'entrada de Roma a Ibèria, la pràctica totalitat de la península es basava en una economia rural de subsistència amb poc o molt escàs tràfic comercial, excepció feta dels majors nuclis urbans, situats sobretot en la costa mediterrània, que sí que mantenien un contacte regular amb el comerç grec i fenici.

### L'estratègia econòmica de la conquesta romana
Tradicionalment havien circulat per tot el Mediterrani les llegendes fenícies sobre les infinites riqueses de Tartessos, i sobre com les expedicions comercials regressaven de la costa hispana carregades de plata. Indubtablement, aquestes històries contribuïen a incrementar l'interès de les potències mediterrànies per la península Ibèrica.
Després de la derrota en la Primera Guerra Púnica, Cartago es va veure atabalada per la pèrdua d'importants mercats i pel tribut que havia de pagar a Roma com compensació per la guerra. Amb la finalitat de pal·liar aquesta situació, van decidir expandir-se per la costa d'Ibèria, que fins llavors quedava fora de l'àrea d'influència romana. Cartago, interessada sobretot a obtenir el benefici ràpid, va explotar les mines de plata per tot el litoral andalús i llevantí, extraient importants quantitats d'aquest metall amb el qual es finançaria en gran part la Segona Guerra Púnica i la campanya italiana d'Hanníbal.
Per aquest motiu entre d'altres, un dels primers objectius estratègics de Roma a l'envair la península va ser arrabassar a Cartago les mines properes a Cartago Nova. En part a causa de la pèrdua d'aquests recursos, i en gran part a causa de l'aïllament que havia quedat, Hanníbal va haver de renunciar a la guerra a Itàlia el 206 aC.
Després de l'expulsió de Cartago, part dels pobles indígenes d'Hispània van quedar obligats a pagar tributs a Roma a través d'una intricada xarxa d'aliances i vassallatges. A pesar d'això, al llarg dels segles segle ii aC i segle i aC, Roma va tenir als territoris de la Hispània encara no conquistada com un lloc propici per al saqueig i la rapinya, trencant amb freqüència els tractats de pau que, com els acordats en temps de Semproni Grac, havien permès períodes perllongats de pau. L'aixecament dels pobles celtibers i lusitans només va servir per a augmentar els ingressos de Roma a través dels immensos botins de guerra obtinguts en campanyes com les de Cató el Vell.
Aquesta política d'obtenció de riqueses per la força va tenir la seua continuïtat en les campanyes de Pompeu i posteriorment de Juli Cèsar, de qui conten les cròniques que va acudir no només a lluitar contra Pompeu, sinó a lucrar-se de la conquesta per a pagar als seus creditors.
Mentrestant, la costa mediterrània hispana, que havia estat conquistada durant la guerra contra Cartago i ràpidament romanitzada, començava la seua expansió econòmica i comercial que prompte faria famosa a Hispània en el món romà.

## L'economia de la Hispània romanitzada
A més de l'explotació dels recursos minerals, Roma va obtenir amb la conquesta d'Hispània l'accés a les quals probablement foren les millors terres de labor de tot el territori romanitzat. Per tant, es feia necessari posar aquelles terres en explotació com més aviat millor. Durant tota la dominació romana, l'economia productiva hispana va experimentar una gran expansió, afavorida a més per unes infraestructures viàries i unes rutes comercials que li obrien els mercats de la resta de l'imperi.

## El comerç a la Hispània Romana
El comerç romà fou l'activitat d'intercanvi de productes per diners o altres productes que es produïa a Roma, i que es va desenvolupar durant la República per arribar al màxim els segles I i II afavorit per la seguretat i les bones comunicacions, i en general per la pax romana.
Per al comerç s'organitzaven mercats diaris, un cada nona és a dir cada vuit dies, anomenats Nundinae. Existien altres mercats periòdics com fires, anomenats Mercatus.
Al principi el pagament de grans quantitats es feia en bous i moltons (1 bou = 100 asos = 10 moltons; 1 moltó = 10 asos), el bronze (aes) fou també adoptat com tipus de canvi (d'on aestimatio).
Com productes importats, al costat d'alguns d'escassa incidència en la població i limitats als alts cercles de l'Estat (les joies d'or, el vidre fos, els objectes d'alabastre, els ous d'estruç pintats, les perles de vidre o d'ambre, els perfums, els ornaments, teles, púrpura, ivori i encens) estaven els d'ús comú entre els quals esmentem: els vasos de coure, els càntirs (amphora o ampulla), les copes (cratera), l'oli, la gola (commissari), l'artesa ((obsoninium), la massa i altres comestibles (lucuns, placenta, turunda...), els plats (patina), el greix (arvina), el cuir (lorum), i altres.
Els intercanvis comercials, inicialment pagats en bous o ovelles, més tard es pagaven en moneda de coure. La primera moneda fou la lliura de coure i després van venir les monedes de plata (denari i sesterci).

Hispània Citerior

El comerç de Roma amb la província d'Hispània Citerior tingué un producte destacat: el vi, era portat cap als mercats celtibèrics mitjançant Calagurris (Calahorra) i altres ciutats. Els turdetans, que cultivaven el vi des d'antigament, ampliaren limitadament la seva producció.
Per a més informació sobre aquest període històric vegeu: Conquesta d'Hispània.

## Interrupció del comerç alsegleiii
Molt greu per a la vida en general va ser la interrupció del comerç, iniciada amb les invasions devastadores que penetraven profundament en l'Imperi Romà i el sorgiment del bandidatge en diversos punts de l'Imperi a la segona meitat del segle iii.
Tots aquells que depenien del comerç per subsistir, van quedar seriosament afectats per un doble motiu: l'escassa producció, la guerra o la inseguretat impedien l'arribada de les mercaderies; i quan arribaven els pagesos, empobrits per la perduda de valor dels diners i les fortes obligacions a les quals estaven sotmesos, no podien adquirir els productes.
La falta de comerç va fer baixar les condicions generals de vida, i va contribuir àmpliament a l'augment dels preus (al faltar els productes, alguns d'ells, molt sol·licitats, arribaren a preus altíssims) i, per tant, al ràpid empobriment de la població.
La dificultat dels viatges i del transport, en contrast amb la situació anterior, eren notables. Qualsevol viatger o caravana devia arriscar-se a ensopegar amb una horda de bàrbars, i si no era el cas, era fàcil víctima dels bandits que, davant la pobresa, havien sorgit per tot l'Imperi, i que fins i tot van organitzar-se en bandes.

## Patrons de pesos i mesures
Els romans pesaven, comptaven i mesuraven en lliures (pes = lliura), asos (tot = as), peus (distància = peu), tots dividits en dotze unitats (un as = dotze unciae). El sistema decimal havia prevalgut sobre el duodecimal, que no va desaparèixer del tot. Sens dubte els romans van optar pel sistema decimal (fins i tot vigent avui) pels dits de les dues mans (un u és un dit, el cinc la mà oberta i el deu les dues mans creuades, I-V-X). L'ús del sistema duodecimal pot tenir el seu origen als dotze cicles lunars.
Una àmfora estàndard, l'amphora capitolina, es guardava en el Temple de Júpiter Capitolí a la muntanya Capitolina de Roma, de manera que servís de patró. El sistema romà de mesures va ser elaborat a partir del grec amb influències egípcies. Molt d'ell es basava en el pes. Les unitats romanes eren precises i estaven ben documentades. Les distàncies eren mesurades i gravades sistemàticament en pedra per agents governamentals.
Una moneda abundant i bastant estàndard i estable, almenys fins a prop del 200 dC, va fer molt per facilitar el comerç (Egipte va tenir la seva pròpia moneda en aquest període i algunes ciutats provincials també van emetre les seves pròpies monedes).

## Monedes

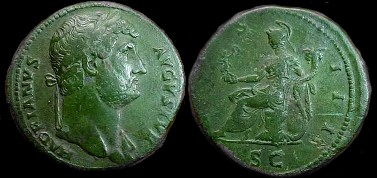
Un sesterci d'Hadrià

La moneda de Roma inicialment va ser la moneda de coure, anomenada lliura de coure. Una de les unitats monetàries romanes era l'as (1 as = 1,88 lliures), del qual Mommsen fixa el valor, el 1855, en 0,252 pessetes (3.020 asos = 216 tàlers = 762,09 pessetes).
Després d'anys de confusió, August va reformar el sistema monetari, de manera que en or es va emetre l'auri i en plata el denari, en oricalc el sesterci i el dupondi, i en coure l'as, el semis i el quadrant. El sistema va mantenir-se fins al segle iii, reduint-se el pes i qualitat dels metalls de les monedes, fins a eliminar-se semis i quadrants, i en temps de Caracal·la es va introduir l'antoninià, de valor dos denaris. Dioclecià va introduir una nova moneda en plata, l'argenteus i en bonze argentífer, el nummus.
Les monedes (desaparegudes progressivament la lliura de coure i a l'as de bronze, limitades a les fraccions) eren el denari (de plata) i el sesterci (de plata i també en bronze). Un denari era equivalent a deu asos i a quatre sestercis. Un sesterci era equivalent a 2,5 asos i 0,25 denaris. La moneda efectiva era la de plata amb una proporció de 0,84 de lliura, després modificada per alguns emperadors que van encunyar monedes amb un baix aliatge de plata. Per als comptes fraccionaris existia la lliura de plata que es descomponia en:
- L'as greu (d'unes deu unces).
- El semis (mig as).
- El Trien (un terç d'as o quatre unces).
- El quadren (un quart d'as o tres unces).

Havien desaparegut de la circulació el sextan (un sisè d'as o dues unces) i l'unça.
Cèsar va establir el marc legal dels metalls admesos a la circulació, segons una relació determinada: l'or, avaluat i rebut al pes; i la plata, apreciada segons el seu any.
L'or tenia curs forçós en tot l'Imperi (Cèsar ho va imposar). El denari circulava en diverses províncies. Va fer encunyar una nova moneda d'or (l'aureus) de valor igual a vint-i-cinc denaris o cent sestercis de plata. La moneda de plata tenia curs legal i predominant en tot l'Imperi. Les monedes de coure i bronze van persistir durant algun temps.

### Història de la moneda romana
El moviment de mercaderies per l'Imperi Romà era, a més de molt antic, molt fluid. Com tots els economistes saben, perquè el comerç sigui fluid ha d'haver una "mercaderia" el valor unifiqui el de tots els altres productes. És a dir, ha d'haver alguna cosa que pugui ser utilitzat com a patró per "mesurar" el valor de les coses.
En els seus orígens, com en els de totes les civilitzacions, el comerç romà no necessitava la utilització de la moneda, ja que s'utilitzava comunament el troc com a mitjà per a realitzar les transaccions. Això queda demostrat, fins i tot, al Dret romà més primitiu, el qual estableix que les multes i sancions s'han de pagar amb els caps de bestiar corresponents. Però quan Roma va començar a expandir per Itàlia i conquerir altres pobles, sobretot als hel·lens que estaven assentats a la Campània, penetrar en un sistema d'estats constituïts a la manera grega. Així, Roma va adoptar el sistema monetari dels hel·lens. Com els romans necessitaven importar metalls per fabricar instruments per al cultiu o bé per fabricar armes, el coure i el bronze van constituir molt aviat un altre article de canvi. Així, les primeres monedes romanes, si més no de les que tenim constància, van ser de coure, encara que el seu valor es mesurava pel que fa al lingot de bronze (aes) i van prendre el nom d'aquest metall, l'as romà.
Amb les seves monedes de coure, el comerç romà molt aviat es va estendre per tot el Laci, per Etrúria i va arribar fins al sud d'Itàlia. Però aquí als romans se'ls va presentar un problema, ja que els grecs que estaven assentats al sud d'Itàlia utilitzaven monedes d'argent, així que van haver de realitzar uns primitius "tipus de canvi".
Quan, després de la guerra contra el rei Pirros del Epir (280-275 aC), Roma va conquerir el sud d'Itàlia i, amb ell, totes les seves ciutats gregues, entre elles l'actual Tàrent, el Senat romà, cap al 268 aC, no va tolerar la diversitat de monedes res més que per a les fraccions en grans quantitats. Així es va adoptar un tipus de moneda comuna per a tot Itàlia i es va centrar la seva encunyació a Roma. Aquesta nova moneda va ser encunyada en argent i va tenir per base el valor legal relatiu dels dos metalls, és a dir el tipus de canvi existent entre el bronze i la plata. Aquesta base va ser la peça de deu asos, ja que deu asos equivalien a una moneda de plata de Tàrent. Així, el nou "diners" romà, o denarius, encunyat, com acabem de dir, en plata, pesava poc més que la dracma d'Atenes. El seu pes nominal era de 4,58 grams, encara que en l'any 217 aC es va rebaixar a 3,9 grams. Si a la moneda apareixia el símbol X o ж significava que tenia un valor equivalent a deu asos, és a dir, que pesava exactament el pes establert per llei.
No s'ha de pensar que, amb la fabricació de la nova moneda, els asos de coure van deixar d'existir. Els denaris s'utilitzaven només en les mitjanes i grans transaccions, deixant l'ús general de les de coure per a les petites. Però ben aviat va resultar evident que l'as era massa petit per aquestes transaccions (ja que, amb l'arribada del denari de plata, es va transformar en poc més que xavalla, en ser una moneda fraccionària), així que es va encunyar una altra moneda en plata. Aquesta moneda tenia menys quantitat de plata (pesava menys) que el denari. Així, es va fixar que la nova moneda, a la qual es va anomenar "sesterci", equivaldria a ¼ de denari ja 2,5 asos. És a dir, el denari, la moneda principal, estaria dividida en quatre sestercis i/o en deu asos.
I, igual que va passar amb el sesterci, a la llarga l'estat romà es va veure obligat a admetre la necessitat d'una altra moneda, ja en temps de l'emperador Neró, que pogués ser utilitzada per l'Estat en les seves enormes transaccions, ja que l'ocupació de milions de denaris o sestercis era molest. Així es va encunyar, de nou, una altra moneda, aquesta vegada en or. L'aparició d'aquesta moneda d'or va fer necessària l'especificació de denarius argentus per al denari original de plata i denarius aureus per al d'or, ja que així es deia aquesta nova moneda, que va ser encunyada amb un pes equivalent a 1/40 de la lliura romana (8,18 gr.), amb la intenció, a més de la ja esmentada, de substituir les estateres de Filip II de Macedònia (que circulaven amb profusió a Roma) per una moneda que alhora guardés una relació senzilla amb les de plata. Un denari auri equivalia a 25 denaris argentat o 100 sestercis de plata. Però a partir de l'any 60 dC, tant la llei del metall com el pes van ser baixant gradualment, fins a arribar, en els temps de Caracal·la, malgrat 6,55 g.
Així, després del mandat de Neró, hi havia quatre tipus de monedes romans principals que, com és de suposar, circulaven per tot el mediterrani:
- Encunyat en coure, l'As.
- Encunyats a plata hi havia el sesterci (2,5 asos) i el Denarius argentus (4 sestercis i/o 10 asos).
- I encunyat a or hi havia el denarius aureus (25 denaris argentus, 100 sestercis i/o 250 asos).

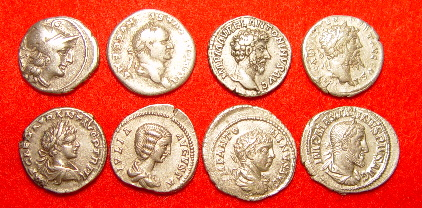
Dalt: c. 157 aC República Romana, c. AD 73 Titus Flavi Vespasià, c. 161 Marc Aureli, c. 194 Septimi Sever;
A sota: c. 199 Caracal·la, c. 200 Júlia Domna, c. 219 Elagàbal, c. 236 Maximí el Traci

## Comerç i religió
Mercuri, que originalment només era el déu dels mercaders i del comerç de gra, acabaria finalment sent el déu de tots els que exercien activitats comercials. En la Mercuràlia del 14 de maig, un comerciant romà feia els rituals adequats de devoció a Mercuri i suplicaria al déu perquè allunyés de si mateix i de les seves pertinences, la culpa procedent de tots els enganys que feia als seus clients i proveïdors.

### Circulació monetària
Un dels més indubtables símbols de civilització que les cultures foranes van aportar a Hispània va ser l'encunyació de moneda amb la finalitat de facilitar les transaccions comercials. Fins llavors, els pobles peninsulars basaven la seua economia en la barata de productes, però a principis del segle iii aC, colònies gregues com Empúries van començar l'encunyació de monedes, encara que sense influència més enllà dels seus límits territorials.
Posteriorment, Cartago introduiria de forma més generalitzada l'ús de la moneda com forma de pagament a les seues tropes, abans durant la invasió romana; però serien finalment els romans els quals imposarien l'ús de la moneda en tot el territori hispànic, i no només d'aquella moneda el valor de la qual es basava en el metall d'aquesta, sinó d'unes altres que, sent d'inferior valor que el seu aliatge, estaven avalades pel tresor romà. Durant el període expansiu de Roma en Hispània, molts pobles de la Península van encunyar les seues pròpies monedes amb la finalitat de facilitar el pagament de tributs i el comerç amb l'àrea sota domini romà.
Durant tot el període republicà, era el senat romà el qual controlava per complet l'emissió de moneda a través de les magistratures monetàries, encara que posteriorment, amb l'auge dels dictadors, el seu control es va reduir a les monedes menors, passant més tard moltes de les seques a control imperial.
Una vegada consolidat el poder romà en Hispània, van ser moltes les seques que van encunyar moneda, com Tarraco (la primera de les seques romanes en Hispània), Itàlica, Bàrcino, Caesaraugusta o Emerita Augusta.

### Mineria

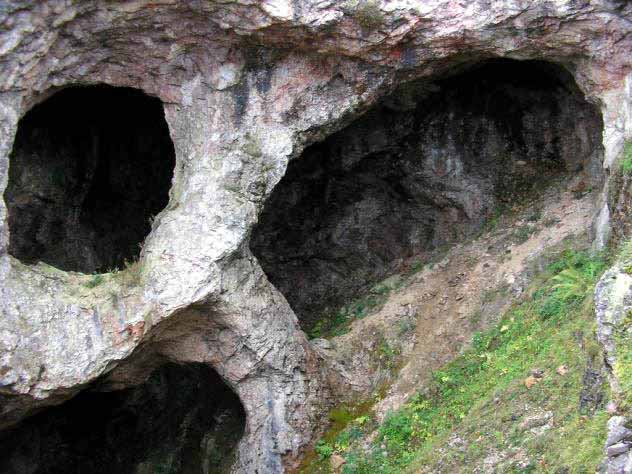
Boques d'entrada en una mina de coure a Texeo (Principat d'Astúries) explotada en època romana.

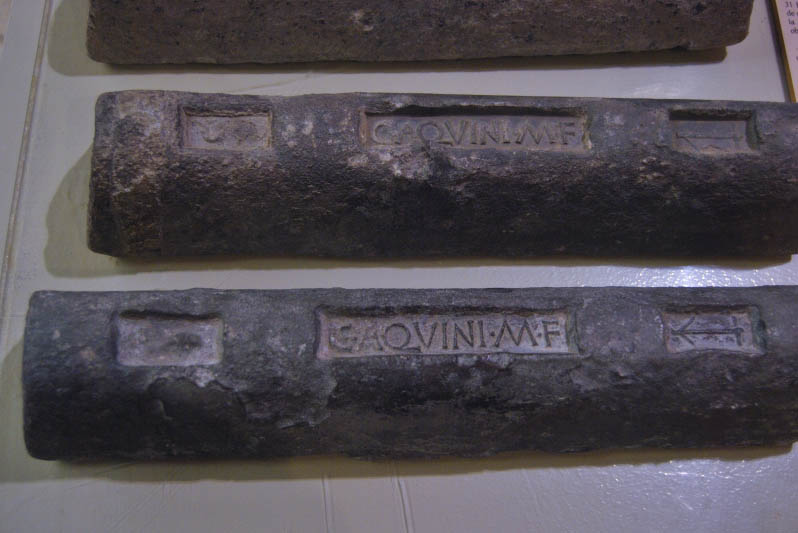
Lingots de plom procedents de les mines de Carthago Nova. Museu Arqueològic Municipal de Cartagena.

Sens dubte, el primer interès de Roma a Hispània va ser extraure profit de les seves llegendàries riqueses minerals, a més d'arrabassar-se-les a Cartago. Després del final de la Segona Guerra Púnica, es va encomanar a Publi Escipió «l'Africà» l'administració d'Hispània, prestant una especial atenció a la mineria. Roma continuaria les pràctiques d'extracció que havien iniciat els pobles ibers i que posteriorment els cartaginesos millorarien important les tècniques usades en l'Egipte ptolemaic.
Ja que la propietat de les mines era estatal, Roma va crear les companyies «societates publicanorum», empreses públiques administrades per publicans per a l'explotació minera. Aquests publicans, generalment pertanyents a l'orde eqüestre, es van enriquir amb rapidesa i en gran abundància, però durant la dictadura de Luci Corneli Sul·la, aquest va arrabassar les mines als publicans, posant-les en mans de particulars i obtenint amb això un gran benefici econòmic i polític. En temps d'Estrabó (segles I –  I dC, durant la transició entre la República dels dictadors i l'Imperi), es van atorgar doncs concessions d'explotació a particulars. Aquest sistema va permetre el ràpid enriquiment de certes famílies que, procedents d'Itàlia, s'havien instal·lat a Hispània a aquest efecte. En altres casos, les mines podien pertànyer a una ciutat (generalment a una colònia). Els beneficis de les mines hispanes van ser immensos i es van mantenir durant tot el període de domini romà de set segles, el que convertia a Hispània en un puntal econòmic de Roma. Les cròniques expressen amb bastant fidelitat les xifres de la producció minera, que ja en el segle ii aC eren de més de nou milions de denaris anuals, mentre els botins de guerra del mateix període mai van anar en total superiors a poc més de la tercera part d'aquesta xifra.

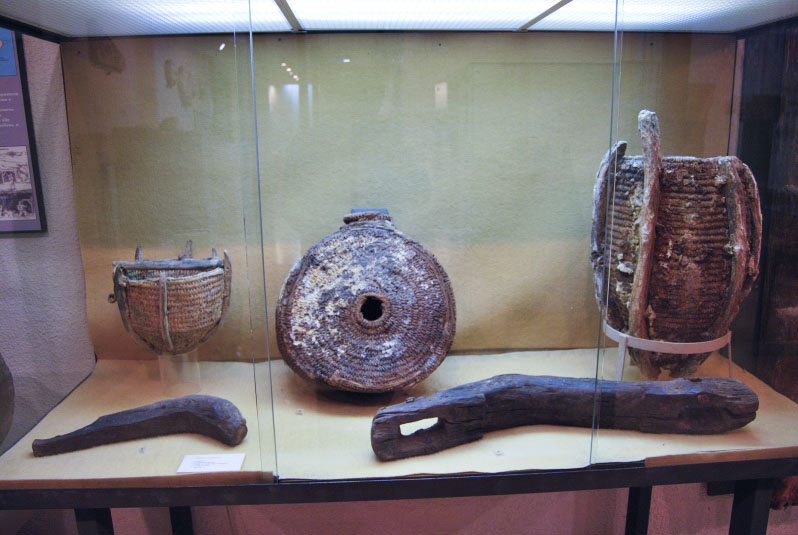
Útils i eines mineres procedents de les mines de Carthago Nova. Museu Arqueològic Municipal de Cartagena.

En relació amb els minerals, Roma va extraure amb major interès plata, coure i ferro. Aníbal havia donat una gran vitalitat a les mines de plata de Cartago Nova. Als voltants de Cartagena i Mazarrón, Roma va continuar extraient plata, plom, ferro, zinc i altres minerals en grans quantitats, fent treballar en elles a un nombre d'esclaus la xifra de la qual oscil·lava al voltant dels 40.000. També en la Bètica, en la comarca d'Ilipa (el mateix lloc on Escipió infligira una important derrota als cartaginesos, en el marge occidental del riu Betis, on encara avui existeixen importants jaciments miners com els d'Almadén de la Plata o Aznalcóllar, a Sevilla) i el mercuri d'Almadén que depenia de Sisapo (Valle de Alcudia, Ciudad Real). D'aquesta producció, a més dels vestigis en els mateixos jaciments miners, donen mostra els nombrosos pecíols submarins en els quals s'han trobat lingots de plata, plom i pans de coure amb els segells dels fonedors hispans.
Un altre important mineral extret a Hispània era el lapis specularis, un tipus de pedra de guix especular translúcid molt bapreciat com mineral per a la fabricació, a manera de cristall, de finestres a Roma. La seua principal àrea d'explotació eren les actuals províncies de Toledo i Cuenca, sent el centre administratiu de la seua producció minera la ciutat de Segòbriga, de la qual era el principal recurs econòmic.
Més enllà de tot això, el treball en la mineria en els temps de la Hispània romana s'efectuava en unes condicions terribles. Milions d'esclaus eren ocupats en les mines en una labor extremadament perillosa, sense cap mena de seguretat i sense un horari que anara humanament suportable. Per a una esclau, la destinació de les mines constituïa la pitjor de les fortunes, i amb quasi total seguretat, passar la resta dels seus pocs dies sense arribar a veure més la llum del sol, implicant mineral i pedres durant tot el dia o picant en les galeries, sempre sota l'amenaça dels esfondraments.

### Agricultura
Tan prompte com es van obtenir les primeres conquestes, les terres de cultiu van ser repartides entre les tropes llicenciades, sent els terrenys amidats i repartits per a la colonització del territori en la trilogia mediterrània: El blat, l'olivera i la vinya. Tradicionalment, el treball del camp havia estat idealitzat per la cultura romana com la culminació de les aspiracions del ciutadà. Els romans van impulsar la legislació sobre propietat dels terrenys, garantint les bogues gràcies a les tècniques d'agrimensura i la «centuriatció» de l'ager. Aquesta política permetria una ràpida colonització de les terres. Posteriorment, avançat el segle ii aC, es produiria la crisi de la pagesia en tot el territori sota domini romà, provocada per la ingent quantitat d'esclaus que eren emprats en tots els sectors productius, amb la consegüent caiguda en picat de la competitivitat de la menuda pagesia. La crisi, a pesar dels fracassats intents de reforma agrària dels tribuns Tiberi i Gai Semproni Grac, afavoriria l'enfortiment dels grans latifundistes, posseïdors de grans extensions de terreny dedicats al monocultiu i treballats per esclaus. El menut camperol en moltes ocasions es veuria abocat a abandonar les seues terres i passar a engrossir les files dels cada vegada més nombrosos exèrcits romans.

#### L'olivar i el comerç d'oli

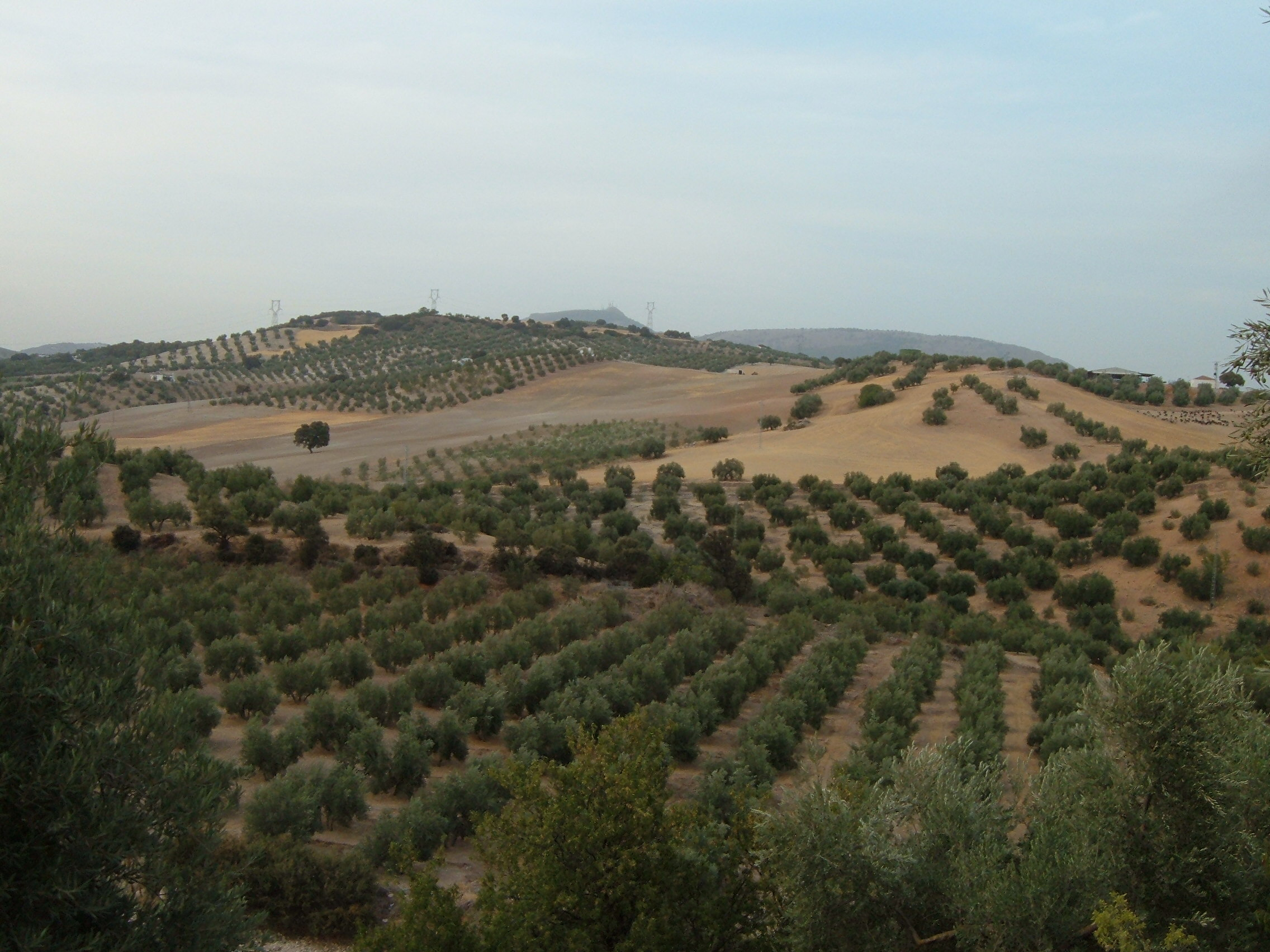
Oliveres a la província de Granada.

Dins de la producció agrícola hispana va destacar ja des del segle ii aC el cultiu de l'olivera, especialment en el litoral mediterrani tarragoní i bètic. Durant el període de domini romà, la província Bètica es va especialitzar en la producció d'oli d'oliva dedicat a l'exportació cap a Roma i cap al nord d'Europa.
D'aquest comerç donen fe els nombrosos jaciments tant submarins com de restes d'àmfores estudiades en el «mont Testaccio». El munt Testaccio es va originar com un abocador d'envasos ceràmics procedents del comerç d'oli de la Bètica que arribava a Roma, d'on es pot deduir la magnitud del comerç generat per aquest oli, i per tant, la importància que el cultiu de l'olivar va tenir en Hispània. Va ser aquest sens dubte el producte procedent de Hispania que en més abundància es va comercialitzar i durant un període més perllongat, i de fet, encara avui és la base de l'agricultura del sud de la península Ibèrica.
Les àmfores d'origen bètic s'han trobat, a més d'en el citat mont Testaccio (ja que la major part de la producció d'oli es dirigiria cap a Roma fins a mitjans del segle iii dC), en llocs tan diversos com Alexandria i fins i tot Palestina i Judea. Durant el segle ii dC. es va produir a més un important comerç d'oli amb destinació a les guarnicions romanes en Germania.
Dins del comerç oliver es destaca per la quantitat d'àmfores aparegudes, tant en el Mont Testaccio com en altres llocs, la localitat sevillana de Lora del Río, on se situava un dels majors exportadors d'aquest producte, avui estudiat en el jaciment arqueològic de La Catria, encara que van existir al llarg de la història de la Hispània romana multitud de terrisseres i productors d'oli en tota la Bètica així com en la zona de llevant.

#### El cultiu de la vinya i el comerç de vins
Respecte al cultiu de la vinya, les fonts clàssiques comenten la qualitat i quantitat dels brous hispans, alguns d'ells molt apreciats a Itàlia, mentre uns altres menys selectes eren destinats al consum del gran públic amb menor poder adquisitiu. Aquest cultiu era produït de forma majoritària en els «fundi» (latifundis o el que avui s'anomenarien masies), que comprenien tots els processos productius del vi, de vegades incloent el treball de terrisseria necessari per a la producció dels envasos. A causa del nombre de dits «fundi» i a la producció total d'aquests, era possible mantenir abastit el mercat interior i exportar una considerable quantitat d'excedent per al consum d'altres zones de l'imperi.

#### Els tractats de Columel·la
Dins de les cròniques i tractats sobre l'agricultura en Hispània cal destacar l'obra del gadità Luci Juni Moderat Columel·la, que en els seus dotze llibres exposa les característiques de l'agricultura del seu temps (segle i dC), criticant aquells defectes que al seu entendre malmetien dit sector, com l'abandó del camp i l'acaparament de terres per part dels grans terratinents. En aquests llibres tracta amb extensió el cultiu de l'olivar i la vinya.

### El comerç de les salaons

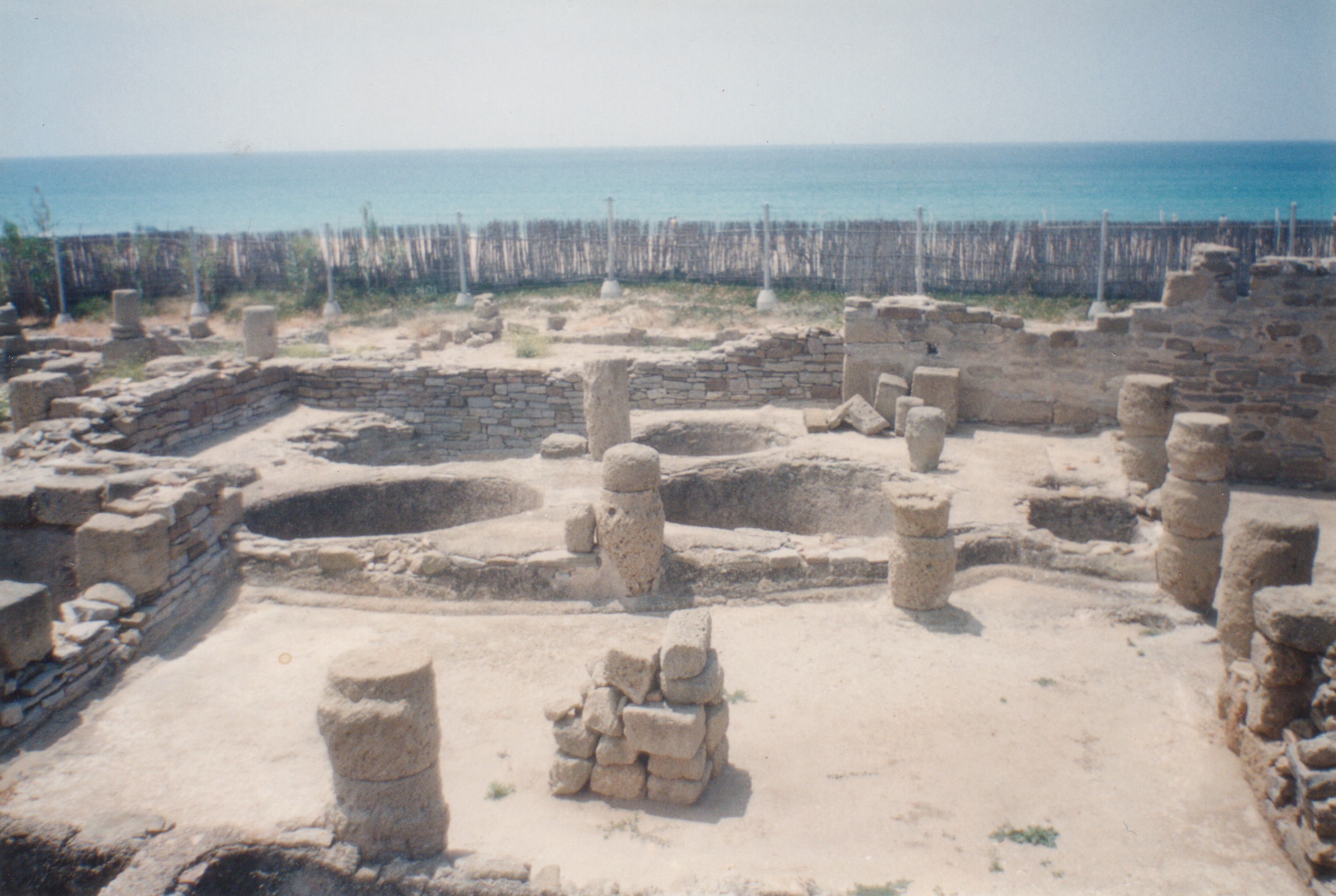
Factoria de salaons de peix i salsa «garum» a Baelo Claudia.

Gràcies a les investigacions arqueològiques sobre la producció d'àmfores en el sud peninsular es pot deduir que el comerç de la salaó es donava ja abans del domini cartaginès, existint evidències de producció i comercialització de peixos en salaó en dates tan primerenques com el segle v aC Els cartaginesos van estendre aquest comerç per tot l'occident mediterrani, tant hispànic com nord-africà.
Durant tot el període romà, Hispània es va destacar per la continuïtat del florent comerç de salaons procedents de la Bètica, que estenia el seu mercat per tot l'occident europeu. Aquesta activitat productiva es veu reflectida en les restes de factories el producte manufacturat de les quals era, a més del peix en salaó, la salsa «garum», la fama de la qual s'estenia per tot l'imperi. La salsa garum es produïa mitjançant un procés de maceració de les vísceres del peix. Igual que succeïa amb els productes vitivinícoles o el comerç de l'oli, la producció de garum generava una important indústria auxiliar de l'envasat en àmfores de la qual també es conserven abundants restes, i gràcies a les quals es pot avui determinar l'abast d'aquest comerç.